# Элато
Элато (англ. Elato) — атолл в Тихом океане в архипелаге Каролинские острова. Является частью Федеративных Штатов Микронезии и административно входит в состав штата Яп.

## География
Элато — остров в западной части Каролинских островов в 9 км к западу от острова Ламотрек и в 36 км к юго-востоку от острова Олимарао. Ближайший материк, Азия, расположен в 3300 км.
Элато представляет собой небольшой атолл в форме восьмёрки, состоящий из двух частей: южный остров под названием Ламолиор соединён с островом Элато узким коралловым рифом. Оба острова являются верхней частью подводной горы. Длина Элато составляет около 14 км, ширина — 2 км. Ламолиор состоит из двух моту, Элато — трёх моту. Остров окружён коралловым рифом. Площадь суши атолла составляет 0,526 км². Растительность типичная для других атоллов Тихого океана.
Климат на Элато влажный тропический. Случаются разрушительные циклоны.

## История
Европейским первооткрывателем острова является британский путешественник Джеймс Уилсон, открывший остров 27 октября 1797 года. В 1828 году Элато был исследован российским путешественником Фёдором Литке.
В 1899 году Элато, как и другие Каролинские острова, перешил под контроль Германской империи. После Первой мировой войны остров перешёл к Японии, став впоследствии частью Южного Тихоокеанского мандата. После окончания Второй мировой войны остров перешёл под контроль США и с 1947 года управлялся был частью Подопечной территории Тихоокеанские острова. В 1979 году остров вошёл в состав Федеративных Штатов Микронезии.

## Население
В 2000 году на острове проживало 96 человек. Основа экономики — сельское хозяйство (производство копры) и рыболовство.